# Атанас Борносузов
Атанас Йосифов Борносузов е български футболист, полузащитник. Роден е на 5 октомври 1979 г. Висок е 182 см и тежи 78 кг. Юноша на Марица, негов първи треньор е Атанас Узунов. Играл е за Коматево, Олимпик (Тетевен), Добруджа, Литекс, Нефтохимик (Бургас) и Том (Томск, Русия). От есента на 2006 г. играе за Левски (София). В А група има 124 мача и 26 гола. Носител на купата на страната през 2001 с Литекс, вицешампион през 2002 и бронзов медалист през 2003 г. За купата на страната има 11 мача с 1 гол за Литекс и 4 мача за Нафтекс. В евротурнирите за Литекс е изиграл 14 мача и е вкарал 1 гол (2 мача за КЕШ и 12 мача с 1 гол за купата на УЕФА), за Левски (София) - 1 мач в Шампионската лига без гол, за ПФК Черно море (Варна) - 3 мача за Лига Европа без гол. За младежкия национален отбор има 12 мача. Борносузов е родом от пловдивското село Житница, откъдето е и олимпийският шампион по вдигане на тежести Милен Добрев. Напусна Левски и премина в Терек (Грозни). След престоя си в Терек Грозни, Борносузов заигра в Кувейт, където се подвизава в отбора на Ал Салмия. В началото на 2009 Борносузов се завърна в България, като се присъедини към тима на ПФК Черно море (Варна). Понастоящем е в състава на Локомотив (София). Треньор в ДЮШ на ЦСКА.

## Успехи
Литекс Ловеч
- Купа на България - 2001

## Статистика по сезони
- Сокол - 1997/1998 - В група, 17 мача/2 гола
- Олимпик (Тет) - 1998/ес. - Б група, 9/1
- Добруджа - 1999/пр. - А група, 5/0
- Литекс - 1999/00 - А група, 8/2
- Литекс - 2000/01 - А група, 14/3
- Литекс - 2001/02 - А група, 26/3
- Литекс - 2002/03 - А група, 21/6
- Литекс - 2003/ес. - А група, 12/2
- Нафтекс - 2004/пр. - А група, 12/3
- Нафтекс - 2004/05 - А група, 25/6
- Нафтекс - 2005/ес. - А група, 1/1
- Том Томск - 2005 - Руска Премиер Лига, 9/1
- Том Томск - 2006 - Руска Премиер Лига, 1/0
- Левски - 2006/07 - А група 4/0
- Терек (Грозни) - 2007 - Руска Първа Дивизия 34/2
- Ал Салмия - Кувейт
- ПФК Черно море (Варна) - 2008//09- А група 12/2
- ПФК Черно море (Варна) - 2009//10- А група 25/1